# Néstor Martín-Fernández de la Torre

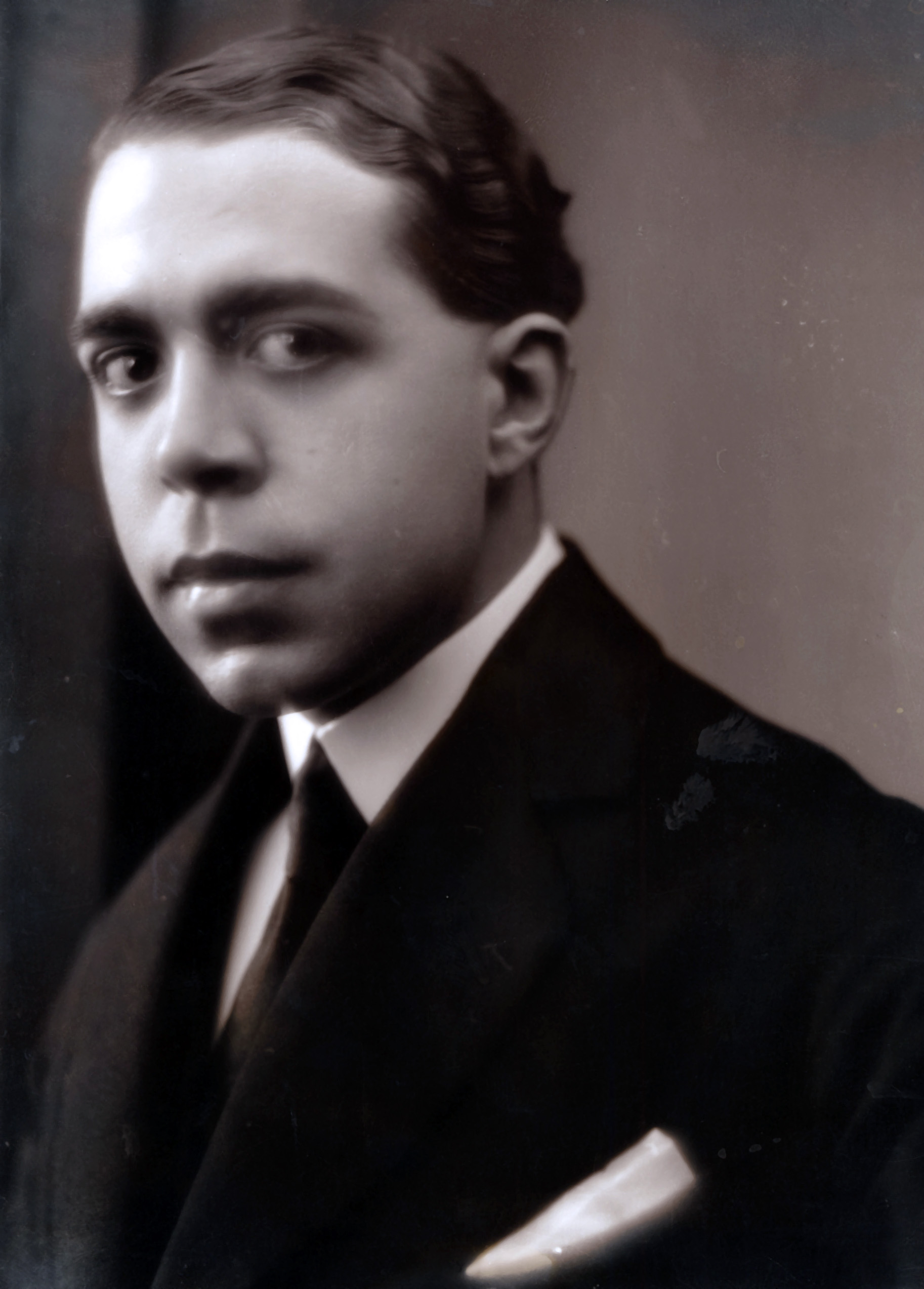
Der Künstler im Alter von 23 Jahren

Néstor Martín-Fernández de la Torre, kurz Néstor (* 7. Februar 1887 in Las Palmas de Gran Canaria; † 6. Februar 1938 ebenda) gilt als der bedeutendste Maler der Kanarischen Inseln. Sein Schaffen ist dem Symbolismus, dem Jugendstil (spanisch: Modernismo) und dem regionalistisch ausgerichteten Art déco zuzuordnen. Er trat auch als Bühnenbildner hervor. Als Néstors Hauptwerke gelten die durch expressive homoerotisch gefärbte Sinnlichkeit gekennzeichneten Bilderzyklen Poema del Atlántico (1913–1924) und Poema de la Tierra (1934–1938).

## Künstlerische Laufbahn

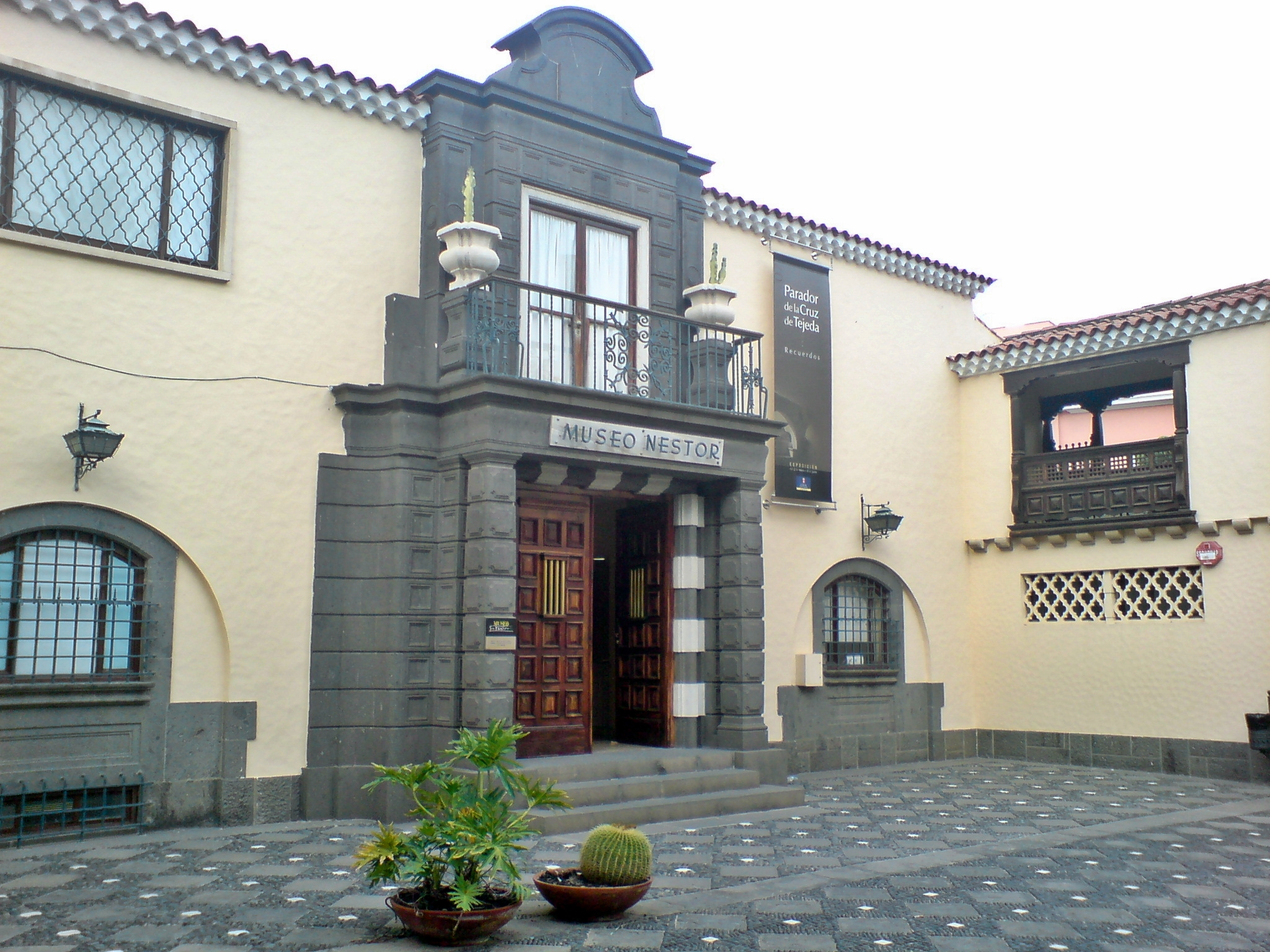
Das Museo Néstor in Las Palmas

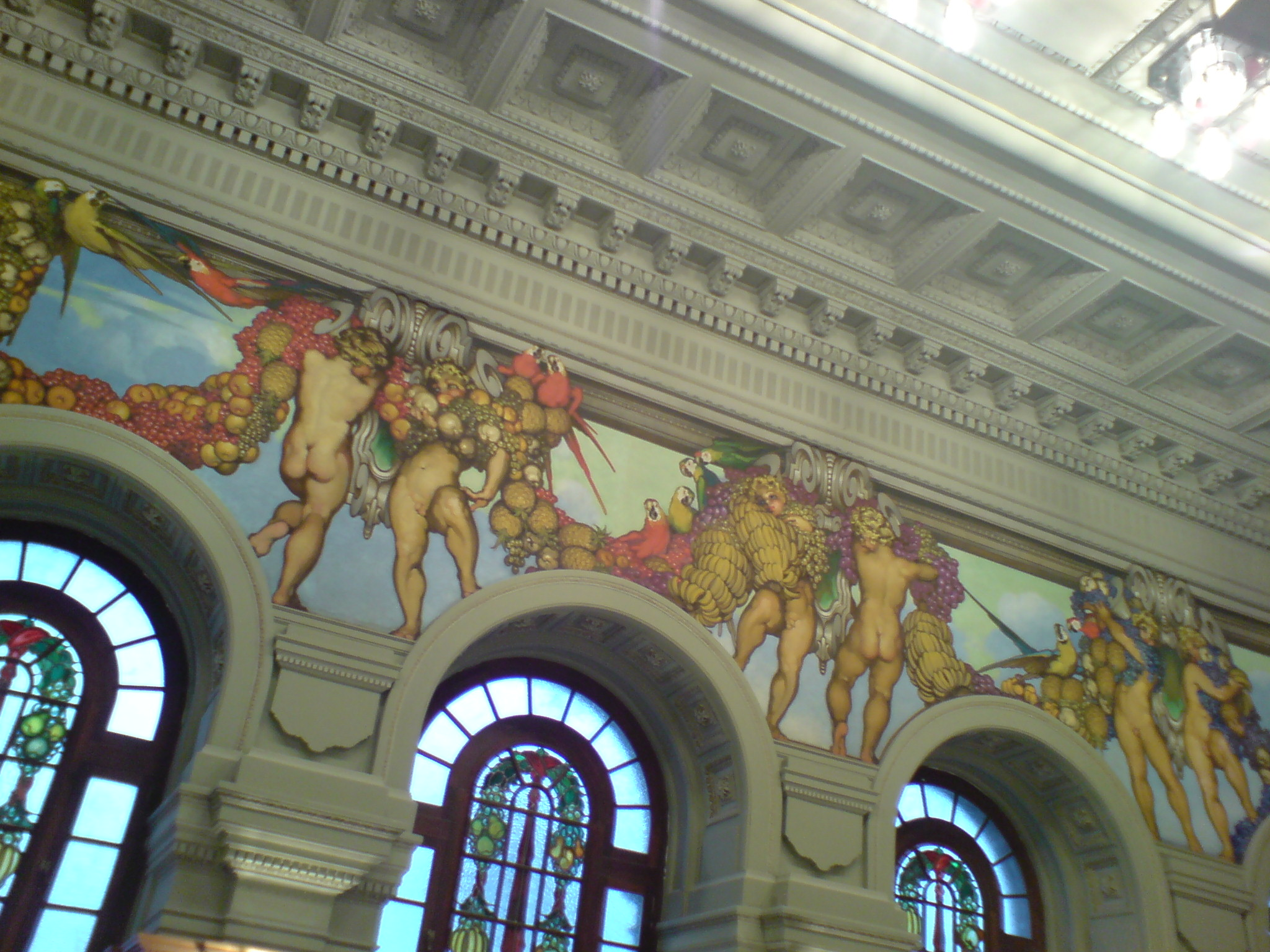
Nestor – Fresken im Theater Perez Galdos

Die Begabung Néstors trat früh hervor, schon mit sieben Jahren lieferte er als Schüler des Kollegs San Agustín außergewöhnliche Zeichnungen ab. 1899 wurde der Marine- und Landschaftsmaler Eliseo Meifrén sein erster Lehrer. Mit fünfzehn Jahren übersiedelte Néstor nach Madrid, wo ihn Rafael Hidalgo de Caviedes weiter unterrichtete. Ab 1904 perfektionierte der junge Maler seine Technik in Paris, Brüssel, Gent, Brügge und London.
In Barcelona organisierte er 1908 seine erste eigene Ausstellung im Reiterclub, eine Serie von Porträts in der Tradition der britischen Schule. Ab 1915 war er auch bühnenbildnerisch tätig. Nach Jahren der Reisen und Ausstellungen in Europa und Südamerika, während derer der Künstler seinen Hauptwohnsitz in Paris hatte, kehrte er in den 1930er-Jahren ins heimatliche Las Palmas zurück. Seine Hauptwerke sind heute im Museo Néstor in Las Palmas zu sehen. Der Maler gestaltete auch die Dekoration des Casino von Las Palmas und des dortigen Teatro Pérez Galdós, das sein Bruder Miguel Martín Fernández de la Torre nach einem Brand umgestalten durfte.
Néstor entwarf auch das „kanarische Dorf“ in Las Palmas, an dessen Zustandekommen der Künstler und sein Bruder gemeinsam wirkten, und wo sich heute sein Museum befindet. Dieses regionalistisch-folkloristische Architekturensemble wurde am 18. Juli 1956 eröffnet. Aufgrund des frühen Todes des Künstlers blieben zahlreiche seiner Werke unvollendet.

### Galerie

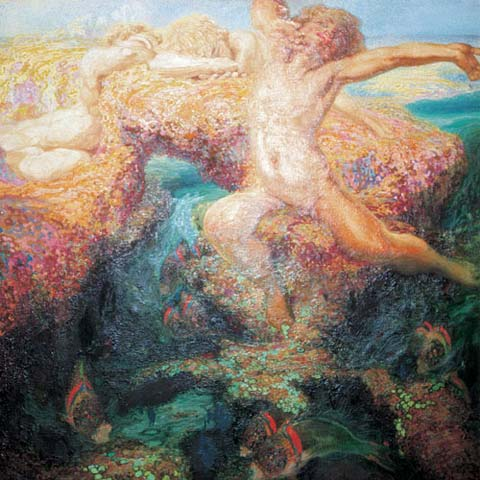
Bajamar
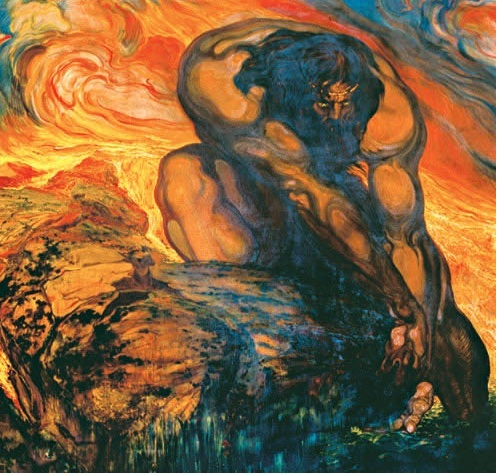
Hercules
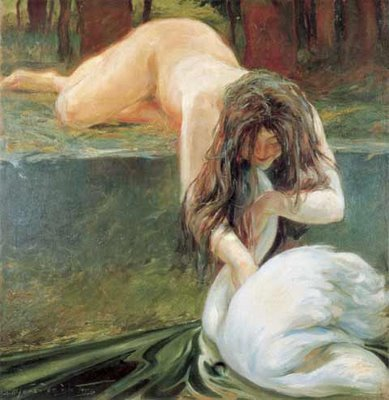
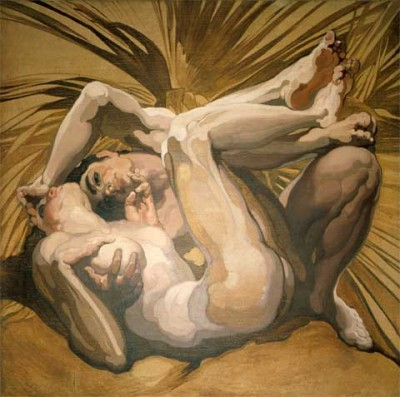
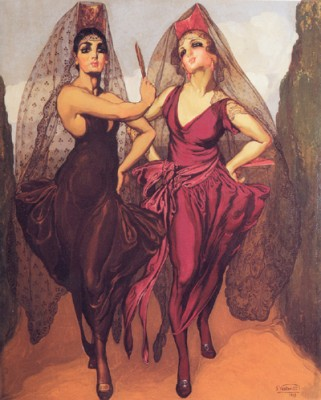
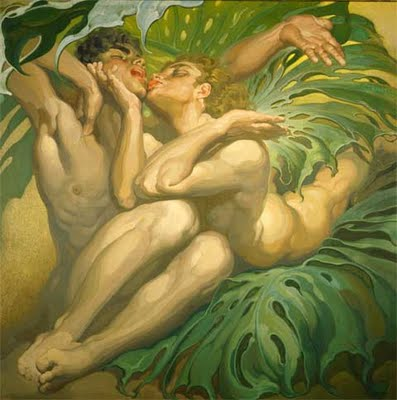
Primavera